# Mayflower

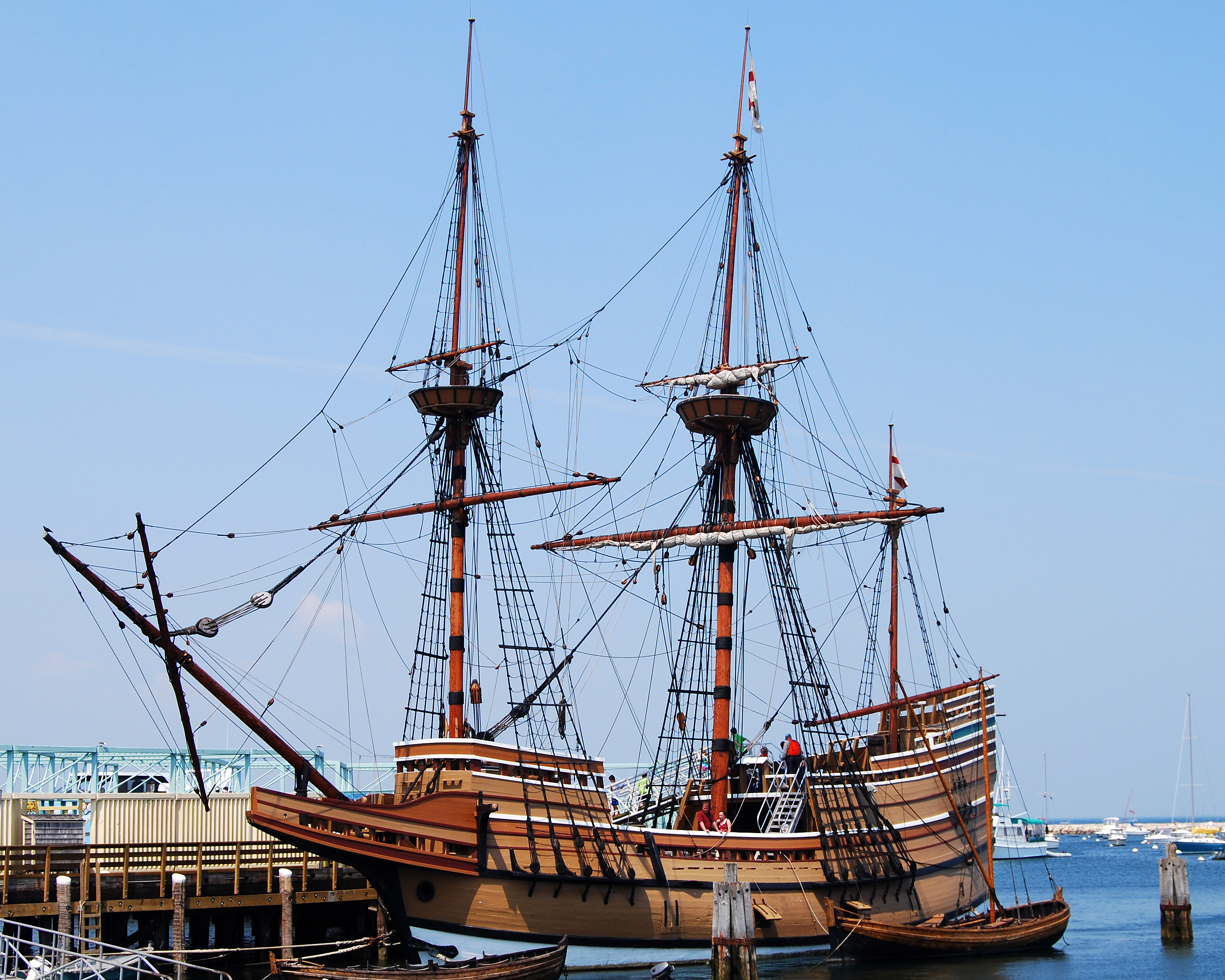
Mayflower II, được làm theo mẫu tàu Mayflower, tại Plymouth, USA

Mayflower (tiếng Anh có nghĩa là: "bông hoa Tháng Năm") là tên của một con tàu buồm đi vào lịch sử Hoa Kỳ khi một nhóm người Thanh giáo Puritants không chấp nhận Anh giáo của triều đình nên bỏ nước Anh sang lập nghiệp ở Tân Thế giới. Tổng cộng có 102 người cộng thêm 30 thuyền viên. Họ đặt chân đến Mỹ để bắt đầu một đời sống mới vào cuối năm 1620. Câu chuyện này được dùng làm biểu tượng tinh thần phiêu lưu và niềm tin tôn giáo của người dân Mỹ và cũng là cốt truyện của Lễ Tạ ơn. Sử Mỹ gọi họ là "Pilgrims" có nghĩa là "người hành hương", vì họ ra đi tìm miền đất hứa của Thượng Đế.

## Pilgrims - những người hành hương
Protestant (Tin lành) phát triển ở châu Âu từ thế kỷ thứ 16 do một mục sư người Đức là Martin Luther khởi xướng (cái tên Protestant bắt nguồn từ từ "protest" trong tiếng Anh nghĩa là chống lại, ở đây tức là chống lại giáo hội Catholic - Công giáo).
Ở Anh quốc, Giáo hội Anh quốc, tách rời khỏi Công giáo năm 1534 dưới thời Henry VIII, thành lập Giáo hội Anh giáo (Church of England) độc lập.
Tuy vậy, có một số nhóm thuộc Anh giáo vẫn không hài lòng với các chương trình và hoạt động của Giáo hội Anh giáo lẫn Công giáo, họ muốn "purify" (làm trong sạch) và đổi mới hệ thống giáo hội. Họ được gọi là những người Puritants.
Những người Puritants muốn đi theo con đường tương tự như các giáo hội Tin lành khác ở Châu Âu, thay vì vẫn bảo thủ như Anh giáo, vì Anh giáo lúc đó vẫn còn rất giống Công giáo dù đã ly khai khỏi Công giáo.
Một số Puritants còn muốn cải cách xa hơn. Sau khi đọc được Tân Ước trong Thánh Kinh, họ phát hiện ra rằng giáo hội ban đầu thời Tân Ước là một giáo hội đơn giản và họ muốn xây dựng một giáo hội kiểu như vậy. Họ muốn cầu nguyện một cách đơn giản chứ không còn nhiều nghi lễ phức tạp như vẫn thấy trong các nhà thờ. Hơn nữa, các nhà thờ thời bấy giờ chịu sự quản lý độc tài từ nhà nước, đời sống tôn giáo là do nhà nước quy định. Dân dù theo Tin lành hay Công Giáo đều phải đi lễ nhà thờ hàng tuần.
Những người Puritants có xu hướng tách hoàn toàn ra khỏi giáo hội được gọi là Separatist hay Pilgrims (từ separatist xuất phát từ từ "separate" trong tiếng Anh có nghĩa là tách khỏi).
Năm 1607, một nhóm nhỏ những người Thanh giáo Puritants cấp tiến không tin Giáo hội chính thức có thể được cải tổ - đã bỏ tới Leyden, Hà Lan bởi tại đây, Hà Lan cho phép họ được hưởng quy chế tị nạn. Tuy nhiên những người Hà Lan theo phái Can-vanh lại hạn chế họ chỉ được làm những công việc có mức lương thấp. Một số người trong giáo đoàn đã chán nản với sự kỳ thị này và quyết tâm di cư sang Tân Thế giới.
Năm 1620, một nhóm những tín đồ Thanh giáo ở Leyden đã được công ty Virginia cấp phép sở hữu đất. 101 người trong số họ đã lên đường tới Virginia trên con tàu Mayflower.
Từ "pilgrim" có nghĩa là người hành hương, trên đường tìm kiếm.

## Con tàu buồm
Tàu Mayflower khi đóng xong được dùng làm tàu buôn, chở vải vóc và rượu vang  giữa các cửa biến Anh và Pháp; chiều dài con tàu là 100 feet (30 mét), rộng 25 feet (7,6 mét) ở khoang giữa. Lòng tàu có diện tích 1600 square feet (160 mét vuông) nhưng trần thấp chỉ khoảng 5 feet (1,5 mét). Ngoài hành khách tàu còn chở một số gia súc như dê, cừu, chó, gà và nông cụ.

## Hành trình

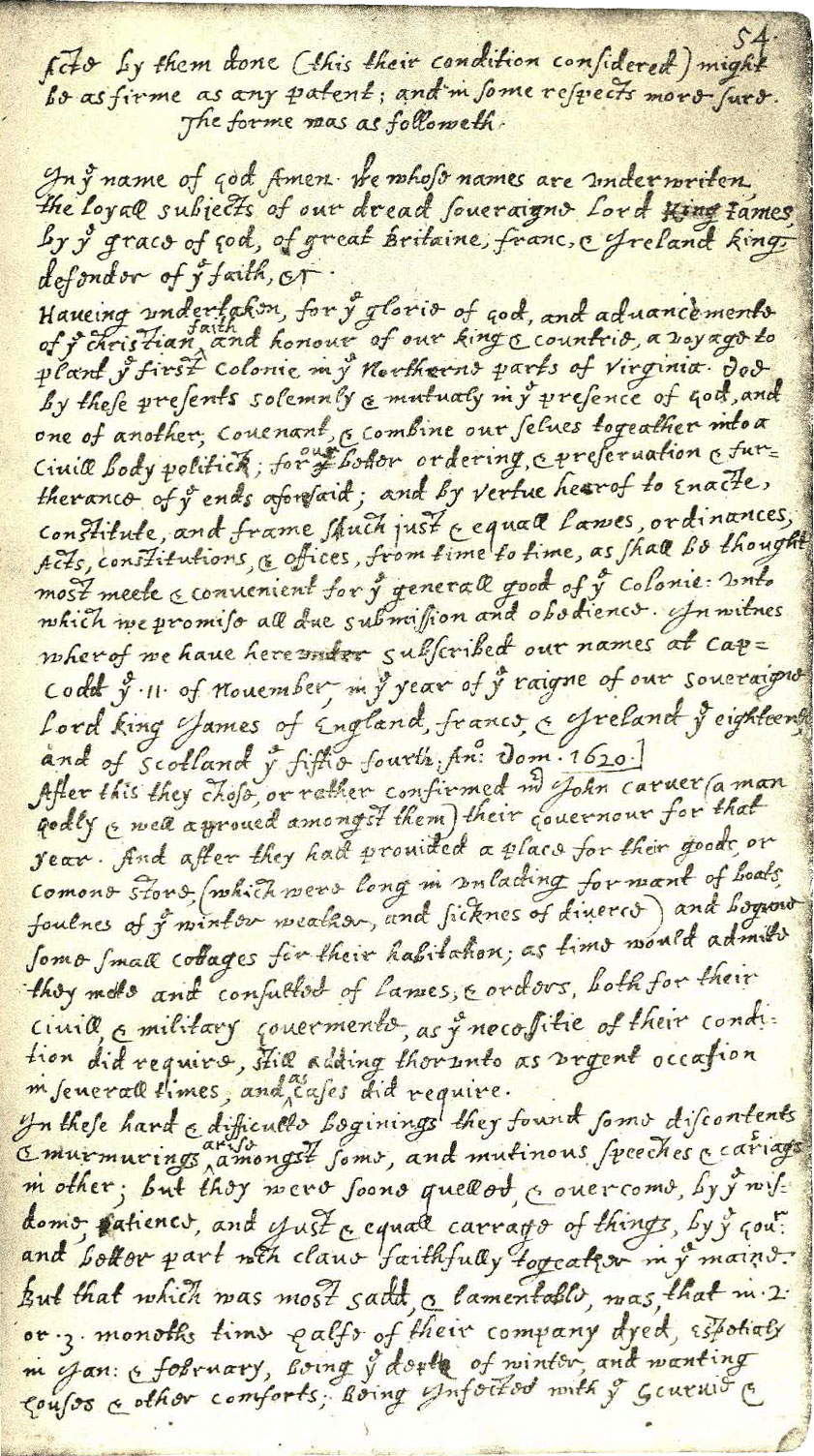
Bản sao Mayflower thệ ước 1646

Nguyên thủy chuyến đi dự định có hai con tàu Mayflower và Speedwell khởi hành từ Southampton nước Anh vào cuối Tháng Bảy đi Virginia nhưng phải hoãn đến đầu Tháng Tám vì tàu Speedwell rỉ nước. Dù cố sửa chữa hai ba lần nhưng đến Tháng Chín, trời sang thu không trì hoãn được nữa, riêng con tàu Mayflower đành ra khơi, dồn 20 hành khách từ tàu Speedwell sang đi chung. Một số người chọn ở lại Anh. Tàu giong buồm lên đường ngày 16 Tháng Chín. Mấy tuần đầu trời yên biển lặng nhưng rồi gặp bão, sóng to, gió lớn tưởng như tàu chìm. Ngày 19 Tháng 11 thì thấy đất liền ở Cape Cod nhưng vì muốn tiến xuống Virginia nên con tàu tiếp tục hướng về tây nam. Không may gặp gió chướng khiến tàu phải giạt vào lại Cape Cod thả neo. Đó là ngày 21 Tháng 11, 1620. Địa điểm này nay là Provincetown. Trong thời gian gần hai tháng vượt Đại Tây Dương vị y sĩ trên tàu chết và một đứa bé sinh ra.
Trước khi lên bờ tất cả mọi gia đình trên tàu đồng ký tên vào bản "Mayflower Compact" tức Mayflower thệ ước, khế ước hành chính đầu tiên của nhóm người lập nghiệp ở Massachusetts.

## Định cư
Tuy không đến nơi mong muốn lại gặp lúc trời trở đông đoàn người đành nán lại ở Cape Cod đợi sang xuân sẽ xuống Virginia. Chỗ ở không may, thiếu vệ sinh nên nhiều người cả già lẫn trẻ ngã bệnh vì scorbut, sưng phổi hay lao và chết. Đoàn người lại thiếu lương, tiết trời giá lạnh tuyết phủ không trồng trọt được gì nên cơn đói hoành hành. May là có mấy bộ lạc thổ dân châu Mỹ đến giúp, cho thức ăn. Sang đầu năm 1621 trong số 102 người rời Anh thì 46 người đã chết; số người sống sót qua được mùa đông ngắc nghiệt đó chỉ còn già nửa. Ngày 31 tháng 3 năm 1621 họ quyết định bỏ Cape Cod mà rời về địa điểm mới mà họ đặt tên là Plymouth để tưởng nhớ hải cảng nguyên thủy khi họ rời Anh. Trong khi đó con tàu Mayflower lại ra biển lại vào ngày 15 tháng 4 năm 1621 trở về Anh.

## Di sản
Lễ Tạ ơn ở Mỹ nay đã thành lệ là dựa theo lịch sử con tàu Mayflower, kỷ niệm những năm đầu tiên của người di dân được thổ dân giúp sức. Riêng hậu duệ nhóm Pilgrims của con tàu Mayflower nay vẫn còn giữ truyền thống sinh hoạt với nhau trong hội "General Society of Mayflower Descendants" lập từ năm 1897.
Câu truyện con tàu Mayflower vì là dấu ấn quan trọng trong lịch sử Bắc Mỹ khiến nhiều người hiểu lầm rằng đây là con tàu di dân đầu tiên từ Anh sang Mỹ. Đúng ra người Anh đã lập ra thị trấn St. John's từ năm 1583 vốn được xem là thuộc địa lâu đời nhất của đế quốc Anh.

## Sách báo
- Nathaniel Philbrick, Norbert Juraschitz: Mayflower. Aufbruch in die Neue Welt. (Deutsch), 2006, ISBN 3-89667-229-0
- Nathaniel Philbrick: Mayflower. A Story of Courage, Community, and War. (Englisch), 2006, ISBN 0-670-03760-5